# هنري شيروود (سياسي كندي)
هنري شيروود هو محامي وسياسي كندي، ولد في 1807، وتوفي في 7 يوليو 1855 في بافاريا في ألمانيا. انتخب عمدة تورونتو ‏ (1842 – 1845).